# Heilenberg

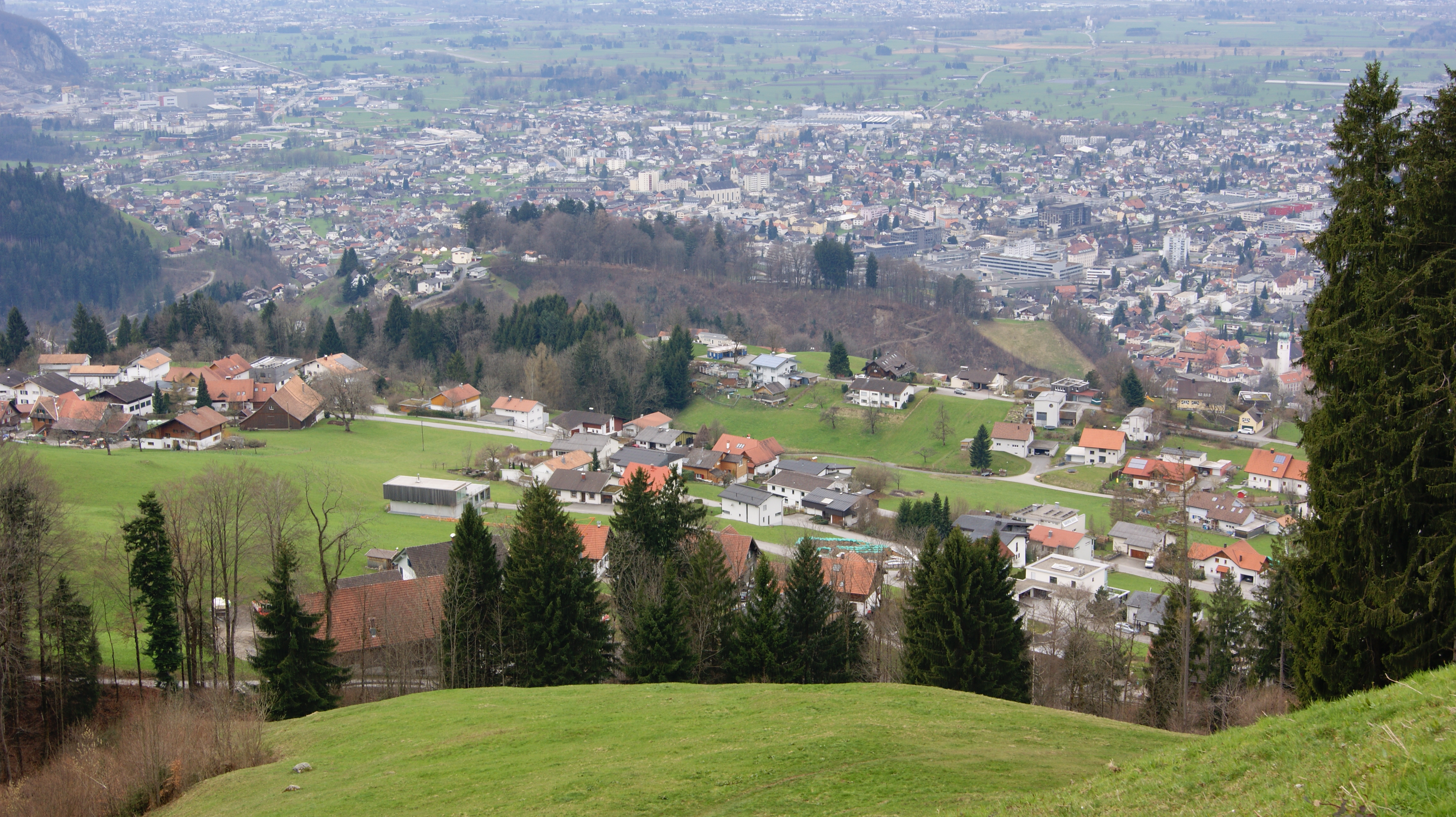
Blick von der Alpe Schwende auf Watzenegg-Palmern, Heilenberg, Zanzenberg und einen Teil von Dornbirn

Heilenberg (Dornbirnerisch: Holaberg) bezeichnet in Dornbirn Oberdorf eine Siedlung (670 m ü. A.) mit über 40 Wohnhäusern und ein großes am selben Ort befindliches Flurstück. Noch in der Mitte des 19. Jahrhunderts waren hier lediglich sechs Bauernhöfe anzutreffen.

## Topographie, Geografie, Lage und Verkehr
Heilenberg lag ursprünglich an einem wichtigen Verbindungsweg über die Schwende in den Bregenzerwald nach Schwarzenberg, bevor die Bödelestraße und die Achrainstraße bzw. Schwarzachtobelstraße (L 7) gebaut bzw. ausgebaut wurden.
Unterhalb von Heilenberg liegt Watzenegg, oberhalb Palmern. In Schematismus für Tirol und Vorarlberg, 1839, wird Heilenberg als eigenständiger Weiler und Teil von Dornbirn angeführt. Ebenfalls im Provinzial-Handbuch von Tirol und Vorarlberg für das Jahr 1847. Heilenberg wächst mit dem darunterliegenden Watzenegg bereits zu einem einheitlichen Siedlungsgebiet zusammen, so dass viele der ursprünglichen historischen Siedlungsgrenzen bald kaum mehr erkennbar sein werden.
Die vom Dornbirner Zentrum etwa 2,5 Kilometer entfernte Siedlung ist über Watzenegg mit normalen Kraftfahrzeugen erreichbar.

## Gewässer
Östlich von Heilenberg fließt der Buchholzgraben, der weiter südlich in den Steinebach mündet.

## Handwerk, Gewerbe
Heilenberg hat keine bedeutsame gewerbliche Infrastruktur auf Dornbirner Gemeindegebiet herausgebildet. Es dominiert hier die Landwirtschaft nach wie vor.

## Religion
1696 stifteten die am Heilenberg ansässigen, vermutlich von Schauner stammenden, Eheleute Michael und Maria Mohr einen Bildstock zu Ehren des Pfarrpatrons St. Martin und des Viehpatrons St. Wendelin. Sie ließen sich auf dem Stifterbild, wie damals üblich, mit ihren fünf Kindern darstellen. Nach dem Steuer-Register von 1715 war Michael Mohr damals der reichste Mann aus dem ganzen Hatler Viertel (Stadtbuch 1/165).